# 亚历山大·莫索洛夫
亚历山大·瓦西里耶维奇·莫索洛夫（俄语：Александр Васильевич Мосолов，1900年8月11日—1973年7月12日），苏联早期先锋派作曲家。被认为是“结构主义”以及“未来主义”者，早年创作的作品《铸钢厂》（源自其本人一芭蕾舞剧）取得了很大的成功。这部作品用逼真的手法表现了工业化的景象。但是后来他的创作被苏联官方批判，他本人亦因此长期被打压及迫害。1973年在莫斯科逝世。他的其他创作还包括歌剧、交响曲等。